# Abel Balderstone
Abel Balderstone (Ullastrell, 7 juli 2000) is een Spaans wielrenner die anno 2023 rijdt bij Caja Rural-Seguros RGA

## Biografie
In 2019 ging hij als belofte rijden voor Valverde Team-Terra Fecundis. In 2022 ging hij rijden voor de beloften van Caja Rural-Seguros RGA. Hij werd dat jaar derde op het Spaans kampioenschap op de weg voor beloften.
In 2023 werd hij beroepsrenner bij Caja Rural-Seguros RGA. Voor de Spaanse ploeg haalde hij zijn eerste professionele overwinning in de vierde etappe van de Ronde van Cova da Beira. Daarnaast eindigde hij ook als tweede in het eindklassement.
In 2024 won hij de eerste editie van de Clásica Terres de l'Ebre, die finishte op de Mont Caro.

## Overwinningen
2023
4e etappe Ronde van Cova da Beira
2024
Clásica Terres de l'Ebre
2025
 Spaans kampioen tijdrijden, elite

## Resultaten in voornaamste wedstrijden
| Jaar | Ronde van Italië | Ronde van Frankrijk | Ronde van Spanje |
| ---- | ---------------- | ------------------- | ---------------- |
| 2023 |                  |                     | 77e              |
| 2024 |                  |                     |                  |

| Jaar | Clásica San Sebastián |
| ---- | --------------------- |
| 2023 | 37e                   |
| 2024 | opgave                |

## Ploegen
- 2022 –  Caja Rural-Seguros RGA (vanaf 01-08)
- 2023 –  Caja Rural-Seguros RGA
- 2024 –  Caja Rural-Seguros RGA
- 2025 –  Caja Rural-Seguros RGA

Amezqueta · Aular · Bagües · Barceló · Barrenetxea · Calle · Cepeda · Cuadros · Etxeberria · García · González · Johnston · Lastra · Leitão · Martín · Murguialday · Nicolau · Nieve · Pira · Prades ·Schlegel  · Balderstone (stagiair) · López de Abetxuko (stagiair) · López (stagiair)
Amezqueta · Aular · Babor · Balderstone · Barceló · Barrenetxea · Bárta · Cepeda · Etxeberria · García · González · Hailemichael · Johnston · Leitão · López · Martín · Murguialday · Nicolau · Pira · Prades ·Schlegel  · Sorarrain (vanaf 31/7) · Guardeño (stagiair) · Ibáñez (stagiair) · Silva (stagiair)
Arriola-Bengoa · Aular · Babor · Balderstone · Barceló · Bárta · Berwick · Cepeda · Etxeberria 
· Fernández · González · Guardeño · Hailemichael · Johnston · Leitão · López · Murguialday · Nicolau · Prades ·Schlegel · Silva · Sorarrain · Díaz (stagiair) · Ibáñez (stagiair)